# Sriombo
Sriombo is een bestuurslaag in het regentschap Rembang van de provincie Midden-Java, Indonesië. Sriombo telt 1282 inwoners (volkstelling 2010).